# Јан Волењски
Јан Хертрих-Волењски (такође познат као Јан Волењски; датум рођења: 21. септембар 1940) је пољски филозоф специјализован за историју Лавовско-Варшавске школе логике и за област аналитичке филозофије.
Већи део своје академске каријере провео је на Јагелонском универзитету у Кракову, где је тренутно професор емеритус. Главна подручја његовог истраживања су логика, епистемологија и историја филозофије у Пољској.

## Живот
Јан Волењски је рођен у Радому, у Пољској, 21. септембра 1940. године. Његово прво интересовање било је право и почео је студије на Јагелонском универзитету 1958. године. Убрзо је филозофија привукла његову пажњу па је до 1963. године запослен на Одељењу за државну и право као доцент. Обратио се аналитичкој јуриспруденцији у Уједињеном Краљевству и, уз вођство професора Казимјежа Опалека, 1968. године написао своју тезу. Настављајући свој успон, хабилитовао се 1972. године на тему: Проблеми у тумачењу права. Године 1974. обављао је две позиције: при Институту друштвених наука на Академији за рударство и металургију и као предавач филозофије науке на Институту за филозофију Јагелонског универзитета.
Вроцлавски универзитет за науку и технологију позвао га је да предаје на њиховом Институту за друштвене науке 1979. године. Као противник државног социјализма који је владао Пољском, Волењски је уређивао билтен Рипосте ( „Riposte“). Иако је именован за директора Института, смењен је после четири месеца због својих активности отпора. Часопис Studia Logica га је ангажовао као уредника у периоду између 1987. и 1993. године. Године 1988. добио је именовање у Институту за филозофију, уско повезано са његовим универзитет ом. Постао је професор ординаријус 1990. године, а шеф Катедре за епистемологију у 1994. години.
Остале уредничке позиције укључују <i>Синтезу</i> од 1990., <i>Монист</i> од 1993., Студије источноевропске мисли од 1993., Аксиомате од 1992. и Библиотеку Синтезе Академије Клувер. Волењски је био председник Пољског друштва за логику и филозофију науке (1999–2002).
Члан је консултантског одбора часописа за филозофију „Теориа“.
Институт Бечки круг је 1997. године одржао конференцију о аустро-пољским везама у логичком емпиризму. Волењски је описао семантичку теорију истине у свом уводном есеју „Семантичка револуција – Рудолф Карнап, Курт Гедел, Алфред Тарски. Уследио је низ доприноса филозофа. Радећи са Екехартом Кехлером уређивао је радове, а збирка је објављена под називом „Алфред Тарски и Бечки круг“.
Волењски је 2013. године награђен Наградом Фондације за пољску науку за свеобухватну анализу рада Лавовско-Варшавске школе и за стављање њених достигнућа у контекст међународног дискурса у савременој филозофији.
Волењски је био пленарни говорник на другом светском конгресу о религији и логици одржаном у Варшави, од 18. до 22. јуна 2017. године. Наставио је академски ангажовман на Универзитету за информационе технологије и менаџмент у Жешову.

### Приватни живот
Волењски је активан у пољском атеистичком покрету. Шездесетих година прошлог века био је члан владине организације Удружења атеиста и слободних мислилаца, а од 2007. године је члан Почасног одбора Пољског рационалистичког удружења. У Пољској је широк јавности познат као атеиста и промотер замене часова веронауке часовима филозофије у пољским школама.
Волењски је укључен у секуларни јеврејски покрет, пишући о заједничкој пољско-јеврејској прошлости и о данашњим пољско-јеврејским односима.
Био је члан Пољске уједињене радничке партије (Пољске комунистичке партије) од 1965. до 1981. године. Од 1980. до 1990. године био је члан покрета Солидарност.